# Jatiadi
Jatiadi is een bestuurslaag in het regentschap Probolinggo van de provincie Oost-Java, Indonesië. Jatiadi telt 3390 inwoners (volkstelling 2010).